# Tomaskors (spånslöjd)

Tomaskors

Tomaskors, eller korpokors på finska Tuomaanristi, är ett finländskt träkors, snidat med spånor på korsarmarna som utsmyckning. Det blev populärt som julsmyckning under 1930-talet, och de tas traditionellt fram på Tomasdagen och placeras på bord eller i fönster.
I början på 1900-talet var det en skomakare i Korpo, Anton Dahlström, som började snida kors för att dryga ut sin ekonomi. De kan ha varit inspirerade av traditionella julkors som användes på gårdarna där spånor skars fram i ändarna som gav dem ett tufsigt utseende och utsmyckningar i centrum av korset. Sådana kors beskrivs bland annat av Carl von Linné under sina resor. En kvinna från Åbo, med rötterna i Korpo, fick se hans kors och tillsammans utvecklade de utseendet ytterligare. Hon introducerade dessa i Åbo och de fick senare nationell spridning.
År 1951 skrev veckotidningen Kotiliesi om korsen. I den versionen beskrevs de som urfinska, med rötter i Karelen.